# Gideå
Gideå is een plaats in de gemeente Örnsköldsvik in het landschap Ångermanland en de provincie Västernorrlands län in Zweden. De plaats heeft 270 inwoners (2005) en een oppervlakte van 54 hectare. De plaats ligt aan het meer Gissjön, dat eigenlijk een deel is van de rivier de Gideälven. De stad Örnsköldsvik ligt ongeveer 20 kilometer ten zuidwesten van de plaats.